# Partei der Volksfreiheit
Die Partei der Volksfreiheit (abgekürzt PARNAS; russisch Партия народной свободы, ПАРНАС) war eine russische Partei. Sie entstand 2012 durch Zusammenschluss mehrerer Parteien und wurde auf Antrag des russischen Justizministeriums im Mai 2023 aufgrund formeller Verstöße gegen das Parteiengesetz aufgelöst.
Die Partei ist aus mehreren in Opposition zu Wladimir Putin stehenden Parteien und Bündnissen hervorgegangen. Ihre bekanntesten Mitglieder und zugleich Mitgründer sind bzw. waren Michail Kassjanow, Wladimir Ryschkow und Boris Nemzow. Letzterer war bei der Gründung Vertreter des Bündnisses Solidarnost, Kassjanow stand für den Russischen Volksdemokratischen Bund (RNDS) und Ryschkow für die Republikanische Partei Russlands (RPR).

## Geschichte

### Geschichte der Parnas
Die Partei der Volksfreiheit „Für ein Russland ohne Willkür und Korruption“ (abgekürzt PARNAS; russisch Партия народной свободы «За Россию без произвола и коррупции») wurde im Dezember 2010 gegründet und beabsichtigte sich zur Teilnahme an den anstehenden föderalen Wahlen offiziell registrieren zu lassen, wurde jedoch am 22. Juni 2011 abgelehnt. Die einzigen seit 2002 neu zugelassenen Parteien Russlands sind die Patrioten Russlands, die Partei Gerechtes Russland sowie Rechte Sache, die nach Ansicht mancher Beobachter alle zur „Marionettenopposition“ zählen oder – wie im Fall Rechte Sache – vom russischen Politiker und Milliardär Michail Prochorow als „Puppenprojekt des Kreml“ bezeichnet wurden.

### Fusion zur Partei RPR-Parnas
Nachdem die 1990 als Republikanische Partei der Russischen Föderation gegründete, 2002 in Republikanische Partei Russlands umbenannte und 2007 zwangsweise aufgelöste Partei von Wladimir Ryschkow vor dem Europäischen Gerichtshof für Menschenrechte in Straßburg erfolgreich dargelegt hatte, dass ihre Auflösung illegal war, wurde vom Russländischen Justizministerium die Registrierung der RPR im Jahr 2012 wiederhergestellt. Mittlerweile war die RPR durch die Gründung von Parnas jedoch obsolet geworden; doch um den Vorteil der nunmehr wieder vorhandenen Parteienregistrierung auszunutzen, beschloss die Führung von Parnas die Vereinigung mit der RPR.
Der erste Parteikongress der neuen vereinigten Partei fand am 16. Juni 2012 statt. Die Partei wurde RPR-Parnas benannt.
Die Frage nach der genauen Mitgliederbasis (Frage der ehemaligen Mitglieder von RPR) ist noch ungeklärt; die neue Partei hat jedoch mindestens 47.500 Mitglieder – Anzahl der Mitglieder von Parnas.

### Regionalwahlen im September 2015
Die Region Kostroma war gemäß NZZ die einzige von 11 Regionen, wo es der Partei erlaubt war, an den Wahlen teilzunehmen. Nach einer Schmutzkampagne, in welcher deren Kandidaten als vom Ausland gesteuerte Agenten bezeichnet wurden und gemäß Kreml-Kritikern „zahlreichen Regelverstößen“ scheiterte die Partei mit dem Kandidaten Ilja Jaschin an der Fünf-Prozent-Hürde.

### Auflösung
Im Mai 2023 ordnete das Oberste Gericht Russlands auf Antrag des russischen Justizministeriums die Auflösung der Partei an. Als Begründung für seinen Antrag nannte das Justizministerium eine Bestimmung im russischen Parteiengesetz, die vorschrieb, dass eine politische Partei in mindestens der Hälfte der Regionen Russlands mit Regionalbüros vertreten sein muss. RPR-PARNAS habe diese Bedingung nicht mehr erfüllt, seitdem die Zahl der Regionalbüros von 47 auf 40 abgesunken sei. PARNAS argumentierte erfolglos dagegen, dass sie 44 Regionalbüros unterhalte und dass das Gericht die von Russland besetzten ukrainischen Regionen mitgezählt habe, in denen bisher keine vollständig funktionierende Exekutive existiere. Zu diesem Zeitpunkt waren bereits die früheren prominenten PARNAS-Aktivisten Wladimir Kara-Murza und Ilja Jaschin aufgrund ihrer Opposition gegen den russischen Aggressionskrieg gegen die Ukraine in Haft.